# 12893 Mommert
12893 Mommert este un asteroid din centura principală de asteroizi.

## Descriere
12893 Mommert este un asteroid din centura principală de asteroizi. A fost descoperit pe 26 august 1998 la Caussols, în cadrul proiectului ODAS. Asteroidul prezintă o orbită caracterizată de o semiaxă mare de 2,83 ua, o excentricitate de 0,07 și o înclinație de 2,3° în raport cu ecliptica.